# アレキサンダー・ワン
アレキサンダー・ワン（Alexander Wang、1983年12月26日 - ）は、台湾系アメリカ人のファッションデザイナー。また、彼の名前を冠にしたファッションブランドである。

## 生い立ち
1984年、カリフォルニア州サンフランシスコに生まれる。10代の前半まで同地に住んでいた。両親はアレキサンダーが生まれる前に、2人の子供とともに台湾からアメリカに移民した。母親は地元サンフランシスコでレストランの皿洗い、客室乗務員、銀行窓口などの仕事を経たのち、夫とともに中国でプラスティック製造のビジネスを成功させた。兄姉と異なり裕福に育ったが、両親が仕事で不在だったため寄宿学校に入学し、高校時代は兄姉が法定後見人となって親が所有するビルの一室で暮らした。幼いころからファッション雑誌に夢中で、2歳のころから母親のためにファッション画を描くような子供であり、兄の結婚式では15歳のアレキサンダーが兄嫁のために35着のドレスをデザインして最初のファッションショーを行なった。ニューヨークに移り住み、ティーン・ヴォーグやマーク・ジェイコブズ・コレクションなどでインターンシップを経験したのち、メーカーに勤めていた兄嫁のエイミーとともにニットウェアのビジネスを始めた。

## 経歴
2007年に、女性向けファッションのコレクションを開始した。2008年にアメリカファッション協議会ウーマンウェア部門にノミネートされる。CDFA/ヴォーグファッション基金アワードでグランプリを受賞し、賞金約2000万円とファッションビジネスのプロに1年間指導を受ける権利を与えられた。
ワンは刺々しく、幾分男性的なデザインで知られている。彼のファッションショーは、ニューヨークファッションウィークのハイライトになっている。2008年秋に黒色を用いたデザインを発表した後、2009年春コレクションでは黒にこだわらず様々な色を用いると宣言した。現在は再び黒に戻ったが、彼は素晴らしい仕立技術を示したと称賛された。
2012年12月、バレンシアガのクリエイティブ・ディレクターに就任。

## 人物
アパートで一人暮らしをしている。好きなファッションスタイルはスキニージーンズにTシャツを合わせたもの。どこに行くときもバックパックを使う。
ミューズは、映画「ワーキングガール」のメラニー・グリフィスと映画「ナインハーフ」のキム・ベイシンガー。

## 裁判
2012年5月に、元従業員ら約30人から劣悪な就業環境で長時間労働させられたとして訴えられた。ワンは否定している。

## テレビ番組
- 日経スペシャル ガイアの夜明け ブランド争奪 ～百貨店･･･商社･･･密着！9ヵ月～（2008年3月25日、テレビ東京）[12]。- NYの新進デザイナーたちのブランド拡大を取材。